# Monzambano (1889)
Крейсер «Монцамбано» (італ. Monzambano) — торпедний крейсер типу «Гоїто» Королівських ВМС Італії 2-ї половини XIX століття; 

## Історія створення
Крейсер «Монцамбано», перший у серії, був спроєктований італійським кораблебудівником Бенедетто Бріном (італ. Benedetto Brin). Корабель був закладений 29 вересня 1885 року на арсеналі флоту в місті Ла-Спеція. Спущений на воду 14 березня 1888 року, вступив у стрій 21 січня 1889 року. Свою назву отримав на честь однойменного міста.

## Особливості конструкції та озброєння
Силова установка крейсера складалась з 6 вогнетрубних парових котлів та 3 парових машин подвійного розширення потужністю 2500-3180 к.с. Вона забезпечувала швидкість у 18 вузлів.
Озброєння складалось з шести 57-мм гармат та п'яти x 356-мм торпедних апаратів.

## Історія служби
Після вступу у стрій «Монцамбано», як і інші торпедні крейсери, задля зменшення експлуатаційних витрат, нечасто залучався до активних дій. У 1893 році він був включений до складу 1-ї Дивізії та брав участь у морських навчаннях, на яких відпрацьовувалась протидія французькій атаці на Неаполь.
У 1895 році «Монцамбано» разом з більшістю інших торпедних крейсерів, був включений до складу 2-го Морського департаменту, який відповідав за ділянку узбережжя від Неаполя до Таранто.
У 1898 році крейсер був включений до складу Левантської ескадри, яка патрулювала східне Середземномор'я.
26 серпня 1901 року крейсер «Монцамбано» був виключений зі складу флоту та розібраний на метал.